# Leucopis bursaria
Leucopis bursaria är en tvåvingeart som beskrevs av Camillo Rondani 1847. Leucopis bursaria ingår i släktet Leucopis och familjen markflugor.
Artens utbredningsområde är Italien. Inga underarter finns listade i Catalogue of Life.